# Aime ton père
Aime ton père (no Brasil: Meu Pai, Meu Filho) é um filme de drama familiar suíço de 2002 dirigido e escrito por Jacob Berger. Foi selecionado como representante da Suíça à edição do Oscar 2003, organizada pela Academia de Artes e Ciências Cinematográficas.
O filme é estrelado por Gérard Depardieu e seu filho mais velho Guillaume Depardieu. Ambos também interpretam pai e filho no longa.
O filme conta a história de Leo Sheperd, um renomado escritor de 50 anos que vive recluso da família em uma vila em Haute-Savoie e acaba indicado ao Prêmio Nobel de Literatura. Seu filho Paul quer lhe dar os parabéns, mas Leo não atende às suas ligações, pois sempre fora um pai distante e evita qualquer tipo de contato com o filho.
Enquanto Leo viajava de moto para a premiação em Estocolmo, Paul, em uma tentativa desesperada de reencontrá-lo, o segue e o seqüestra. Agora viajando juntos, pai e filho tem a chance de se conhecerem melhor e  partilhar juntos,  toda a sua raiva, suas alegrias, suas tristezas e seus medos.

## Elenco
- Gérard Depardieu (Leo Shepherd)
- Guillaume Depardieu (Paul Shepherd)
- Sylvie Testud (Virginia, a irmã de Leo)
- Julien Boisselier (Arthur)
- Hiam Abbass (Salma)
- Frédéric Polier (André)
- Pierre-Alexandre Crevaux (Paul aos 8 anos)
- Pippa Schallier (Virgínia aos 11 anos)